# Donsieders
Donsieders település Németországban, Rajna-vidék-Pfalz tartományban. Lakosainak száma 905 fő (2023. december 31.).

## Népesség
A település népességének változása:
| Lakosok száma | 1136 | 999  | 960  | 936  | 902  | 904  | 905  |
|               | 1975 | 2010 | 2017 | 2019 | 2021 | 2022 | 2023 |